# Maulichères
 Maulichères  (en occitano Maulishèra) es una población y comuna francesa, ubicada en la región de Mediodía-Pirineos, departamento de Gers, en el distrito de Mirande y cantón de Riscle.

## Demografía
| 140 | 179 | 171 | 173 | 207 | 185 |
| Para los censos de 1962 a 1999 la población legal corresponde a la población sin duplicidades (Fuente: INSEE [Consultar]) |     |     |     |     |     |